# رياضيات مالية

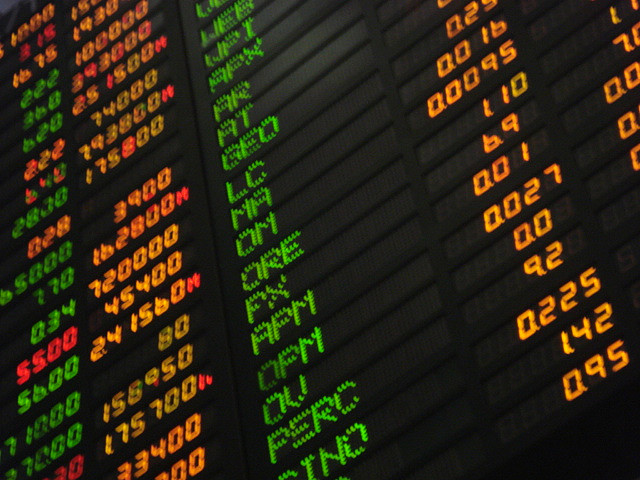

الرياضيات المالية[بحاجة لمصدر] (بالإنجليزية: Mathematical finance)‏، علم يهدف إلى التعريف بمفهوم الفائدة وأنواعها البسيطة والمركبة، وطرق احتسابها، وخصم الكمبيالات، وسداد القروض على دفعات، والدفعات بأنواعها، والحسابات الجارية، وكيفية تسوية الديون، وإصدار السندات، وتقييمها، وطرق استهلاكها، واستهلاك الأصول الثابتة، وعلاقة طرق استهلاك الأصول الثابتة بضريبة الدخل.
يتم التطبيق الرياضات في التمويل الرياضي مع الجهات المالية فهي لها علاقة قوية مع الاقتصاد على سبيل المثال، في حين قد اقتصادي المالية دراسة الأسباب الهيكلية لماذا شركة قد يكون له سعر سهم معين، عالم الرياضيات المالية قد يستغرق سعر السهم على أنها محاولة ونظرا لاستخدام حساب التفاضل والتكامل العشوائية في الحصول على القيمة العادلة للمشتقات

## تاريخ الرياضيات المالية
تبدأ نظرية المضاربة من قبل لوي باشوليي الذي ناقش استخدام الحركة البراونية لتقييم خيارات الأسهم. فإنه من الصعب اكتشاف أي اهتمام خارج الدوائر الأكاديمية.
أول عمل مؤثر للتمويل الرياضية هي نظرية التحسين محفظة من قبل هاري ماركويتز على استخدام يعني، الفرق تقديرات المحافظ للحكم على استراتيجيات الاستثمار، مما أدى إلى التحول من مفهوم محاولة لتحديد أفضل الأسهم الفردية للاستثمار. باستخدام إستراتيجية الانحدار الخطي لفهم وتقدير المخاطر من محفظة كاملة من الأسهم والسندات